# 詹鼎
詹鼎，宁海人，元末明初政治人物。
其早年为方国珍幕僚，后到当时明朝京師，不被任用，于是写万言书，等候明太祖出驾时呈上。明太祖为其停马阅读上奏，命丞相為詹鼎安排官職。但因時任丞相杨宪妒忌其才能，该事被阻。杨宪败后，詹鼎任刑部郎中，后因连坐而死。
根據方孝孺撰寫的傳記，詹鼎出身商販家庭，自幼好學，自學成才。方國珍被元朝招安之後，搜尋人才，強迫詹鼎為官，因嚴格執法被方國珍弟妻誣陷下獄。出獄後到上虞為官，當地軍官不服，詹鼎當眾責殺驛丞以樹威。方國珍投降時，詹鼎為其起草降表陳述理由，文采得到朱元璋讚許，打算讓詹鼎到河南為郎中。丞相楊憲認為詹鼎頗有才能，不能到外地任職，以防有變，遂到刑部任職。詹鼎在刑部十分低調，但依然因為一次集體受賄案牽連，和一百多人被殺。。